# Catoria camelaria
Catoria camelaria là một loài bướm đêm trong họ Geometridae.